# Carlos Argemiro Camargo
Carlos Argemiro Camargo (Ponta Grossa, 15 de abril de 1938 - Realeza, 27 de março de 1965) foi um sargento do Exército Brasileiro morto em um ataque de guerrilheiros no oeste do estado do Paraná.

## Biografia
O militar era filho de Rômulo Camargo e Leondrina Rodrigues. Foi convocado pelo Exército Brasileiro em 1957, servindo na Arma da Infantaria, promovido a cabo no mesmo ano, e a 3º sargento em 1960. Foi promovido "post-mortem" a 2º tenente, recebendo a “Medalha do Pacificador”.
Foi casado com Maria da Penha Correa Soares, deixando a mulher grávida de seu primeiro e único filho que não chegou a conhecer.
Sepultado no cemitério municipal da cidade de Francisco Beltrão foi posteriormente transladado para o 16.º Esquadrão de Cavalaria Mecanizado, na mesma cidade.

## Emboscada
O sargento fazia parte de um destacamento da 1ª Companhia do 13º RI com a missão de interceptar um grupo armado subversivo, que já havia atacado destacamentos da Brigada Militar do Rio Grande do Sul nas localidades de Três Passos e Tenente Portela.
O ex-coronel Jeferson Cardim de Alencar Osorio, brizolista e comunista reconhecido, comandava o grupo armado com mais 17 guerrilheiros. O sargento Carlos Argemiro Camargo foi morto, com dois tiros de uma pistola 45, na perna e no peito, em uma emboscada no distrito de Marmelândia que pertencente a município de Realeza no estado do Paraná. O grupo subversivo, abandonou o local e voltou a travar combate na região quando foram feitos 5 prisioneiros incluindo o ex-coronel.

## Reconhecimentos
O militar é lembrado nos seguintes locais:
- Rua Sargento Carlos Argemiro Camargo, Ponta Grossa, Paraná[4]
- Colégio Estadual Carlos Argemiro Camargo, Capitão Leônidas Marques, Paraná[5]
- Escola Sargento Camargo, Recife, Pernambuco[6]
- Rua Carlos Argemiro Camargo, Vila Militar, Fortaleza, Ceará[7]
- Rua Carlos Argemiro Camargo, Blumenau, Santa Catarina[8]
- AV Carlos Argemiro Camargo,Sgt, 96, Anil, Rio de Janeiro, Rio de Janeiro[9]
- Rua Tenente Camergo, Francisco Beltrão, Paraná[10]